# Pickfordiateuthis bayeri
Pickfordiateuthis bayeri is een inktvissensoort uit de familie van de Loliginidae. De wetenschappelijke naam van de soort is voor het eerst geldig gepubliceerd in 2001 door Roper & Vecchione.